# Tercera División de Chile 1993
El Campeonato Oficial de Fútbol de la Tercera División de 1993 fue la 13° edición de la tercera categoría del fútbol de Chile, correspondiente a la temporada 1993. Se jugó desde el 11 de abril hasta el 21 de noviembre de 1993.
Su organización estuvo a cargo de la Asociación Nacional de Fútbol Amateur de Chile (ANFA) y contó con la participación de 31 equipos, los cuales, disputaron el campeonato en cuatro grupos por zona y en una liguilla por el ascenso (y una por el descenso), bajo el sistema de todos contra todos.
El campeón fue el club Deportes Ovalle de la ciudad de Ovalle, que ascendió a la Segunda División 1994.

## Movimientos divisionales
| Pos | a Segunda División de Chile 1993 |
| --- | -------------------------------- |
| 1º  | Ñublense (Campeón)               |

| Pos      | a Tercera División de Chile 1993 |
| -------- | -------------------------------- |
| 1º       | Trasandino                       |
| 1º (L2A) | Cultural Orocoipo                |
| 7º       | Quintero Unido                   |

| Pos | desde Segunda División de Chile 1992 |
| --- | ------------------------------------ |
| 16º | Iberia                               |

| Pos     | a Cuarta División de Chile 1993 |
| ------- | ------------------------------- |
| 3° (LD) | Juventud Ferro                  |
| 4° (LD) | Chiprodal (Receso)              |

## Equipos participantes
| Equipo               | Ciudad                        |
| -------------------- | ----------------------------- |
| Barnechea            | Lo Barnechea                  |
| Cía. de Teléfonos    | Pedro Aguirre Cerda, Santiago |
| Cultural Orocoipo    | Machalí                       |
| Curicó Unido         | Curicó                        |
| Defensor Casablanca  | Casablanca                    |
| Deportes Gasco       | Estación Central              |
| Deportes Laja        | Laja                          |
| Deportes Los Andes   | Los Andes                     |
| Deportes Maipo       | Maipo                         |
| Deportes Ovalle      | Ovalle                        |
| Deportes Rengo       | Rengo                         |
| Deportes Talcahuano  | Talcahuano                    |
| Deportivo Flecha     | La Ligua                      |
| Frutilinares         | Linares                       |
| General Velásquez    | San Vicente de Tagua Tagua    |
| Goodyear             | Maipú                         |
| Iberia               | Los Ángeles                   |
| Iván Mayo            | Villa Alemana                 |
| Juventud Puente Alto | Puente Alto                   |
| Lozapenco            | Penco                         |
| Malleco Unido        | Angol                         |
| Mulchén Unido        | Mulchén                       |
| Municipal Las Condes | Las Condes                    |
| Municipal Talagante  | Talagante                     |
| Quintero Unido       | Quintero                      |
| Real Valdivia        | Valdivia                      |
| San Antonio Unido    | San Antonio                   |
| San Luis             | Quillota                      |
| Santiago Morning     | Recoleta                      |
| Tricolor Municipal   | Paine                         |
| Unión Veterana       | Peumo                         |

## Campeón
| Campeón 1993 Deportes Ovalle     |
| Asciende a Segunda División 1994 |